# Lamellaria perspicua
Lamellaria perspicua är en snäckart som först beskrevs av Carl von Linné 1758.  Lamellaria perspicua ingår i släktet Lamellaria och familjen Lamellariidae. Arten är reproducerande i Sverige. Inga underarter finns listade i Catalogue of Life.